# Ethyldiglycol
Ethyldiglycol is een organische verbinding met als brutoformule C6H14O3. Het is een heldere, hygroscopische kleurloze vloeistof, die zeer goed oplosbaar is in water. Het wordt gebruikt als industrieel oplosmiddel.

## Toxicologie en veiligheid
De stof reageert met sterk oxiderende stoffen en kan ontplofbare peroxiden vormen.